# Seeiso (1905–1940)
Simon Seeiso Griffith (ur. 1905, zm. 27 grudnia 1940) – król Basuto od 3 sierpnia 1939 do śmierci. Według oficjalnych dokumentów medycznych zmarł na zgorzel, jednak powszechnie uważa się, że został otruty.

## Życie prywatne
Seeiso miał trzy żony:
- Mantšebo (miał z nią córkę Ntšebo)
- Mabereng (miał z nią dwóch synów – Berenga i Mathealirę)
- Maleshoboro (miał z nią syna Leshoboro)